# Polizeiruf 110: Barry schwieg
Barry schwieg ist ein deutscher Kriminalfilm von Hans Knötzsch aus dem Jahr 1979. Der Fernsehfilm erschien als 61. Folge der Filmreihe Polizeiruf 110.

## Handlung
Nach mehr als fünf Jahren Haft wegen Raubes wird Gerhard Wagenknecht vorzeitig entlassen. Er begibt sich zu seiner Ehefrau Eva, die während seiner Haft mit eigener Kraft ein gutgehendes Kosmetikstudio aufgebaut hat. Sie eröffnet Gerhard, dass sie sich nun von ihm scheiden lassen wird. Längst hat sie in Fernsehmechaniker Andreas Hahn einen neuen Freund gefunden. Gerhard zieht bei seinem Vater ein. Der hat kurz nach Haftantritt des Sohnes überstürzt das Haus der Familie verkauft, weil er nicht mehr im Ort bleiben wollte. In eben jenem Haus wird in Abwesenheit des neuen Besitzers Heinz Damm eingebrochen. Das gesamte Haus wird vom Täter durchwühlt. Heinz’ Nachbarin Irma Werner überrascht den Täter und wird von ihm niedergeschlagen. Ein Mann flieht aus dem Haus und Schäferhund Barry schlägt an. Wenig später wird anonym die Polizei über den Einbruch informiert. Irma Werner wird mit inneren Verletzungen ins Krankenhaus gebracht, wo sie wenig später verstirbt.
Leutnant Vera Arndt beginnt mit den Ermittlungen, wobei sie von Oberleutnant Jürgen Hübner unterstützt wird und sich gelegentlich Ratschläge bei Hauptmann Peter Fuchs holt. Vera Arndt hat zu dem Tatort eine besondere Beziehung: Der Fall Gerhard Wagenknecht war damals ihr erster Fall bei der Kriminalpolizei. Gerhard Wagenknecht hatte ihr damals berichtet, dass er die beim Raub erbeuteten 80.000 Mark verbrannt hat, und Vera Arndt hatte ihm geglaubt, nachdem verbrannte Scheine gefunden worden waren. Nun scheint jemand im Haus nach dem Geld gesucht zu haben. Diese Person muss auch Barrys Gehorsamswort gekannt haben, da Barry beim Einbruch nicht zu bellen begann. Erst einen flüchtenden Mann verbellte der Hund, wie eine Nachbarin zeitlich feststellen kann, und unmittelbar darauf ging der Notruf bei der Polizei ein. Die Ermittler konzentrieren sich nun auf Personen, die das Gehorsamswort kennen könnten, wobei sie gleichzeitig herausfinden wollen, ob das Geld aus dem Raub noch existiert, und wenn ja, wo.
Gerhard reagiert überrascht, als die Ermittler ihm vom Einbruch in das Haus und dem Tod der Frau berichten. Die Ermittler vernehmen auch Günter Helm, der sich im Gefängnis mit Gerhard eine Zelle teilte. Er will zunächst nicht aussagen, gibt jedoch nach einem Trick Vera Arndts zu, beim Haus gewesen zu sein. Die Tür stand offen und Irma Werner lag bereits am Boden. Er sei panisch davongerannt, weil er nicht in einen Mord verwickelt werden wollte. Günter gibt zu, dass er auf der Suche nach dem Geld war, das sich auf dem Grundstück befinden sollte, habe Gerhard das doch bei einem Streit aus Versehen verraten. Günter berichtet, dass er die Polizei telefonisch vom Einbruch verständigt hatte. Später fällt ihm ein Detail ein, das auch eine Nachbarin Damms erwähnte. Etwas vom Grundstück entfernt parkte laut Nachbarin ein Wagen. Günter wiederum sah den Wagen in hohem Tempo an sich vorbeifahren. Er sagt aus, dass es ein weißer Trabant Kombi mit seitlicher Aufschrift war. Einen derartigen Wagen hat Jürgen Hübner gesehen: Er gehört Evas Freund Andreas Hahn. Jürgen Hübner findet zudem heraus, dass Eva finanzielle Schwierigkeiten hat, muss doch ein Kredit für den Kosmetiksalon abbezahlt werden.
Die Indizien reichen nicht für eine Verhaftung von Andreas aus. Er wird dennoch vorgeladen und von Jürgen Hübner zum Grundstück Damms gebracht. Er soll das Grundstück betreten. Kurze Zeit später lässt Damm Barry auf Andreas los, der den Hund mit dem richtigen Gehorsamswort zum Stehen bringt. Es ist nun klar, dass Andreas der Täter gewesen sein könnte. Als er erfährt, dass Irma Werner tot ist, gesteht er alles. Er habe erfahren, dass das Geld im Haus ist, und es gesucht. Irma Werner habe ihn bei seinem Einbruch überrascht und an der Jacke festgehalten. Daraufhin habe er sie geschlagen und sie sei gefallen. Ihren Tod habe er nicht gewollt. Das Geld wollte er aus Liebe für Eva stehlen, wie einst auch Gerhard das Geld geraubt hat, um Eva den Traum eines eigenen Kosmetikstudios zu erfüllen. Eva wird wütend und muss von den Ermittlern zurückgehalten werden. Erst jetzt geht Gerhard zum Hundezwinger. Aus einem Fressnapf-Unterteil, das mit einem Deckel verschlossen war, holt er wortlos die abgepackten Scheine des Diebstahls.

## Produktion
Barry schwieg wurde vom 1. März bis 20. April 1979 in Berlin und Umgebung gedreht. Die Kostüme des Films schuf Elisabeth Lützenberg, die Filmbauten stammen von Günther Möller. Der Film erlebte am 14. Oktober 1979 im 1. Programm des Fernsehens der DDR seine Fernsehpremiere. Die Zuschauerbeteiligung lag bei 54,7 Prozent.
Es war die 61. Folge der Filmreihe Polizeiruf 110. Hauptmann Peter Fuchs ermittelte in seinem 37. Fall, Oberleutnant Jürgen Hübner in seinem 27. Fall und Leutnant Vera Arndt in ihrem 38. Fall. Die Kritik nannte den Fall politisch und gesellschaftlich harmlos: „Das Motiv ist Habsucht, der Hintergrund ‚kleinbürgerlich‘ […] eine solche Geschichte konnte zu jeder Zeit und an jedem Ort spielen. Hans Knötzsch […] setzte die nicht sonderlich aufregende Filmhandlung handwerklich sauber in Szene, wobei er sich besonders um ‚Action‘ bemühte.“